# Halle-Merseburg
Halle-Merseburg was een gouw van nazi-Duitsland en van 1944 tot 1945 een provincie van Pruisen.

## Geschiedenis
De provincie ontstond toen de provincie Saksen op 1 juli 1944 in aansluiting met de verdedigingsdistricten werd opgedeeld. Het Regierungsbezirk Merseburg vormde hierbij Halle-Merseburg. Eerste president van de provincie werd Joachim Eggeling, die reeds sinds 1937 NSDAP-Gouwleider (Gauleiter) van de gelijknamige gouw was.
Halle-Merseburg werd na de Tweede Wereldoorlog deel van de Sovjet-bezettingszone en op 23 juli 1945 met de eveneens in 1944 ontstane provincie Maagdenburg, de vrijstaat Anhalt, de enclave Calvörde (voorheen van Brunswijk), het oosten van het district Blankenburg in de Harz (eveneens Brunswijks) en de Thüringse enclave Allstedt weer verenigd tot de provincie Saksen, die echter nog datzelfde jaar werd omgedoopt in Saksen-Anhalt.

## Bestuurlijke indeling (1945)

### Regierungsbezirk Merseburg

#### Stadsdistricten (Stadtkreise)
1. Eisleben
2. Halle
3. Merseburg
4. Neuburg
5. Weißenfels
6. Wittenberg
7. Zeitz

#### Districten (Landkreise)
1. Bitterfeld
2. Delitzsch
3. Eckartsberga (zetel: Kölleda)
4. Liebenwerda (zetel: Bad Liebenwerda)
5. Mansfelder Gebirg (zetel: Mansfeld)
6. Mansfelder See (zetel: Eisleben)
7. Merseburg
8. Querfurt
9. Saal (zetel: Halle)
10. Sangerhause]
11. Schweinitz (zetel: Herzberg (Elster))
12. Torgau
13. Weißenfels
14. Wittenberg
15. Zeitz

## Eerste president (Oberpräsident)
- 1944-1945: Joachim Eggeling

1815:
Brandenburg · Groothertogdom Beneden-Rijn · Gulik-Kleef-Berg · Oost-Pruisen · Pommeren · Posen · Saksen · Silezië · Westfalen · West-Pruisen · 1822: Rijnprovincie · 1829: Pruisen · 1850: Hohenzollernsche Lande · 1867: Hannover · Hessen-Nassau · Sleeswijk-Holstein · 1878: Oost-Pruisen · West-Pruisen · 1919: Neder-Silezië · Opper-Silezië · 1920: Berlijn · 1922: Grensmark Posen-West-Pruisen · 1944: Halle-Merseburg · Keur-Hessen · Maagdenburg · Nassau · 1945: Saksen-Anhalt